# Macizo etíope
El macizo etiópico o macizo etíope es una región montañosa accidentada que se extiende por Etiopía, Eritrea y el norte de Somalia (Somalilandia), en el nordeste de África.
La mayor parte de su superficie se encuentra a más de 1500 m s. n. m.; siendo el área más extensa de África con esa altitud. Sus cumbres alcanzan alturas de entre 4.600 y 4.900 m s. n. m. En ocasiones recibe el nombre de «techo de África» por su gran altitud y extensión. Está formado por altiplanicies y mesetas separadas por profundos cañones, con desniveles de hasta 2000 metros.
El macizo etiópico se divide en dos partes: el macizo de Abisinia al noroeste y el macizo del Harar al sudeste, separados por una fosa tectónica del Gran Valle del Rift, que contiene varios lagos salados.
En el macizo de Abisinia se encuentran las montañas Simen, en ellas está el parque nacional de Simen, declarado Patrimonio de la Humanidad por la Unesco en 1978. Dentro del parque se alza el Ras Dashen, el pico más alto de Etiopía y el cuarto de África. El lago Tana, la fuente del Nilo Azul, también se encuentra en el macizo de Abisinia. 
Los picos más altos del macizo del Harar se encuentran en la zona de Bale, dentro de la región de Oromía. Las montañas Bale (o de Urgoma), son casi tan altas como las de Simen, con altitudes superiores a los 4000 m s. n. m., como el Tullu Demtu (4.337 m s. n. m., el segundo de Etiopía) y el monte Batu (4.307 m). En las montañas de Bale se encuentra el Parque nacional de las Montañas Bale.
El macizo etiópico comenzó a elevarse hace 75 millones de años, cuando el magma procedente del manto terrestre levantó un gran domo del cratón Africano. La apertura del Gran Valle del Rift dividió el domo en tres partes: Las montañas del sur de Arabia forman parte geológicamente de la misma estructura.

## Historia
La historia de Etiopía o Abisinia es el resultado de muchos milenios de interacción entre los pueblos de la región del macizo etiópico y sus alrededores. Desde los primeros tiempos, estos grupos se combinaron para producir una cultura que en cualquier momento difería notablemente de la de los pueblos circundantes. La evolución de esta primera cultura «etíope» fue impulsada por diversos grupos étnicos, lingüísticos y religiosos.
Una de las influencias más significativas en la formación y evolución de la cultura en el norte de Etiopía fue la de los emigrantes del suroeste de Arabia. Llegaron durante el primer milenio a. C. y trajeron al norte de Etiopía el habla semítica, la escritura y una tradición distintiva de construcción en piedra. Parece que contribuyeron directamente al surgimiento del reino aksumita, un estado comercial que prosperó en los primeros siglos de la era cristiana y que unió las costas del sur del mar Rojo comercialmente y a veces políticamente. Fue un rey aksumita el que aceptó el cristianismo a mediados del siglo IV, religión que los aksumitas legaron a sus sucesores junto con su concepto de un imperio-estado bajo un gobierno centralizado.
El establecimiento de lo que se convirtió en la Iglesia Ortodoxa Etíope fue fundamental para moldear la cultura y la identidad etíopes. Sin embargo, la propagación del Islam en las zonas costeras del Cuerno de África en el siglo VIII provocó el aislamiento de las tierras del macizo etiópico de los centros europeos y de Oriente Medio de la cristiandad. La aparición del islam fue en parte responsable de lo que se convirtió en una rivalidad a largo plazo entre cristianos y musulmanes, una rivalidad que exacerbó las antiguas tensiones entre montañeses y habitantes de las tierras bajas y entre agricultores y pastores que han persistido hasta nuestros días.
La realeza y la ortodoxia, ambas con raíces en Axum, se convirtieron en las instituciones dominantes entre los etíopes del norte en el periodo post-Aksumita. En los siglos XII y XIII, una dinastía conocida como los Zagwe gobernó desde su capital en las tierras altas del norte. La época de los zagwe es uno de los periodos de mayor creatividad artística de la historia de Etiopía, que incluye, entre otras cosas, la talla de un gran número de iglesias excavadas en la roca.
El corazón de los zagwe estaba muy al sur del antiguo dominio aksumita, y el interludio zagwe no fue más que una fase en el desplazamiento a largo plazo hacia el sur del centro del poder político. Los sucesores de los zagwe después de la mitad del siglo XIII —los miembros de la llamada dinastía "salomónica"— se ubicaron en las tierras altas centrales y se involucraron directamente en los asuntos de los pueblos vecinos, aún más al sur y al este.
En estas regiones, los dos pueblos dominantes de lo que puede denominarse el "reino cristiano de Etiopía", el amhara de las tierras altas centrales y el tigray de las tierras altas del norte, se enfrentaron al creciente poder y confianza de los pueblos musulmanes que vivían entre el borde oriental de las tierras altas y el Mar Rojo y el Golfo de Adén. En conflictos religiosos y étnicos que alcanzaron su punto álgido a mediados del siglo XVI, los amhara y los tigray hicieron retroceder un decidido avance musulmán con ayuda portuguesa, pero sólo después de que las tierras altas del norte hubieran sido invadidas y devastadas. La llegada de los portugueses a la zona marcó el fin del largo periodo de aislamiento del resto de la cristiandad que había sido casi total, salvo el contacto con la Iglesia copta de Egipto. Los portugueses, sin embargo, representaron una bendición mixta, ya que con ellos trajeron su religión: el catolicismo romano. A principios del siglo XVII, los jesuitas y otras órdenes afines trataron de imponer el catolicismo en Etiopía, lo que provocó una guerra civil y la expulsión de los católicos del reino.
A mediados del siglo XVI, el pueblo oromo del suroeste de Etiopía había iniciado una prolongada serie de migraciones durante las cuales arrolló a los estados musulmanes del este y comenzó a asentarse en las tierras altas centrales. Una de las consecuencias más profundas de este asentamiento lejano fue la fusión de su cultura en algunas zonas con la de los hasta entonces dominantes Amhara y Tigray.
A mediados del siglo XVII, el periodo de pruebas resultante de las invasiones musulmanas, las migraciones oromo y el desafío del catolicismo romano había llegado a su fin. Durante los dos siglos y medio siguientes, un Estado etíope revitalizado volvió a consolidar lentamente su control sobre las tierras altas del norte y, finalmente, reanudó su expansión hacia el sur, esta vez en las tierras ocupadas por los oromos.
A mediados del siglo XIX, el Estado etíope bajo el mando del emperador Tewodros II (que reinó entre 1855 y 68) se vio acosado por una serie de problemas, muchos de ellos derivados de la expansión de la influencia europea en el noreste de África. Los sucesores de Tewodros, Yohannis IV (1872-89) y Menelik II (1889-1913), siguieron expandiendo y consolidando el Estado, defendiéndose de los enemigos locales y haciendo frente a las invasiones de las potencias europeas, en particular Italia, Francia y Gran Bretaña. Italia representaba la mayor amenaza, ya que a mediados de la década de 1880 había comenzado a colonizar parte de lo que sería su futura colonia de Eritrea.
A uno de los sucesores de Menelik, Haile Selassie I (que reinó entre 1930 y 1974), se le dejó la tarea de hacer frente al resurgimiento del expansionismo italiano. La reticencia de las potencias mundiales, especialmente las de la Sociedad de Naciones, a contrarrestar el ataque de Italia a Etiopía en 1935 fue en muchos sentidos un presagio de la indecisión que conduciría a la Segunda Guerra Mundial. En los primeros años de la guerra, Etiopía fue recuperada de manos de los italianos por los británicos, que siguieron dominando los asuntos exteriores del país una vez finalizada la guerra en 1945. Un Haile Selassie restaurado intentó aplicar reformas y modernizar el Estado y ciertos sectores de la economía. Sin embargo, en su mayor parte, la Etiopía de mediados del siglo XX se asemejaba a lo que podría denominarse vagamente una sociedad "feudal".
En los últimos años del gobierno de Haile Selassie se produjo una creciente insurgencia en Eritrea, que había sido federada y finalmente anexionada por el gobierno etíope tras la Segunda Guerra Mundial. Esta insurgencia, junto con otras presiones internas, como la grave hambruna, ejerció una presión sobre la sociedad etíope que contribuyó en gran medida a la rebelión militar de 1974 que puso fin al régimen de Haile Selassie y, junto con él, a más de 2000 años de gobierno imperial. Los resultados más destacados del golpe de Estado fueron la aparición del teniente coronel Mengistu Haile Mariam como jefe de Estado y la reorientación del gobierno y la economía nacional del capitalismo al marxismo.
Una serie de crisis consumió inmediatamente el régimen revolucionario. En primer lugar, estalló la violencia política interna, ya que algunos grupos maniobraron para hacerse con el control de la revolución. Luego, la insurgencia eritrea estalló al mismo tiempo que comenzó un levantamiento en la región vecina de Tigray. A mediados de 1977, Somalia, decidida a arrebatar a Etiopía el control de la región de Ogaden y percibiendo las distracciones de Addis Abeba, inició una guerra en la frontera oriental de Etiopía. Mengistu, necesitado de ayuda militar, recurrió a la Unión Soviética y sus aliados, que suministraron grandes cantidades de equipo y miles de tropas de combate cubanas, lo que permitió a Etiopía rechazar la invasión somalí.
La miseria aumentó en toda Etiopía en la década de 1980. La sequía y la hambruna recurrentes, agravadas en el norte por la práctica guerra civil, se cobraron un enorme número de víctimas, lo que hizo necesaria la inyección de grandes cantidades de ayuda humanitaria internacional. Las insurgencias en Eritrea, Tigray y otras regiones se intensificaron hasta que a finales de la década de 1980 amenazaron la estabilidad del régimen. La sequía, la mala gestión económica y las cargas financieras de la guerra asolaron la economía. Al mismo tiempo, la reforma democrática en Europa del Este y la Unión Soviética amenazaba con aislar al gobierno revolucionario política, militar y económicamente de sus aliados.

## Geología

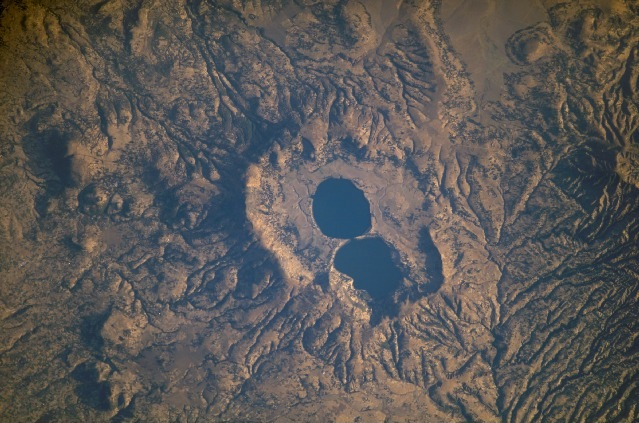
Dendi Caldera, un volcán colapsado en la región montañosa

El altiplano etiópico comenzó a levantarse hace 75 millones de años, cuando el magma del manto de la Tierra levantó una amplia cúpula de las antiguas rocas del Escudo árabe-nubio. La apertura del Gran Valle del Rift dividió la cúpula de las tierras altas etíopes en tres partes; las montañas del sur de la península arábiga son geológicamente parte de las antiguas tierras altas etíopes, separadas por el rifting que creó el mar Rojo y el golfo de Adén y separó África de Arabia.
Hace unos 30 millones de años, comenzó a formarse una meseta de basaltos de inundación, apilando capas y capas de voluminosas coladas de lava alimentadas por fisuras. La mayoría de las coladas eran de la serie magmática toleítica, salvo una fina capa de basaltos alcalinos y pequeñas cantidades de rocas volcánicas félsicas (de alto contenido en sílice), como la riolita. En las últimas etapas del episodio de basalto de inundación, también se produjeron grandes erupciones explosivas que formaron calderas.
El altiplano Etiópico fueron finalmente divididas por el Gran Valle del Rift a medida que la corteza continental africana se separaba. Este desgarro dio lugar a grandes álcalis basálticos volcanes en escudo que comenzaron hace unos 30-31 millones de años.
Las tierras altas del norte de Etiopía contienen cuatro superficies de planación discernibles, la más antigua se formó no más tarde que en el período Ordovícico. La superficie más joven se formó en el Cenozoico, estando parcialmente cubierta por los basaltos de Inundación Continental Etiopía-Yemen. Al contrario de lo que se ha sugerido para gran parte de África, las superficies de planación del norte de Etiopía no parecen ser pediplanos ni planos de erosión.

## Ecología
La flora y la fauna del macizo etiópico son similares a las de otras regiones montañosas de África. El macizo alberga varios endemismos, como el lobo etíope (Canis simensis) y la cabra de Abisinia (Capra walie).
El macizo etiópico se divide en tres ecorregiones, en función de la altitud:
- Selva montana de Etiopía, desde los 1.100 hasta los 1.800 m s. n. m.
- Pradera montana y monte alto de Etiopía, entre los 1.800 y los 3.000 m s. n. m.
- Páramo montano de Etiopía, por encima de los 3.000 m s. n. m.

Las dos últimas ecorregiones forman la región del macizo etiópico, incluida en la lista Global 200.

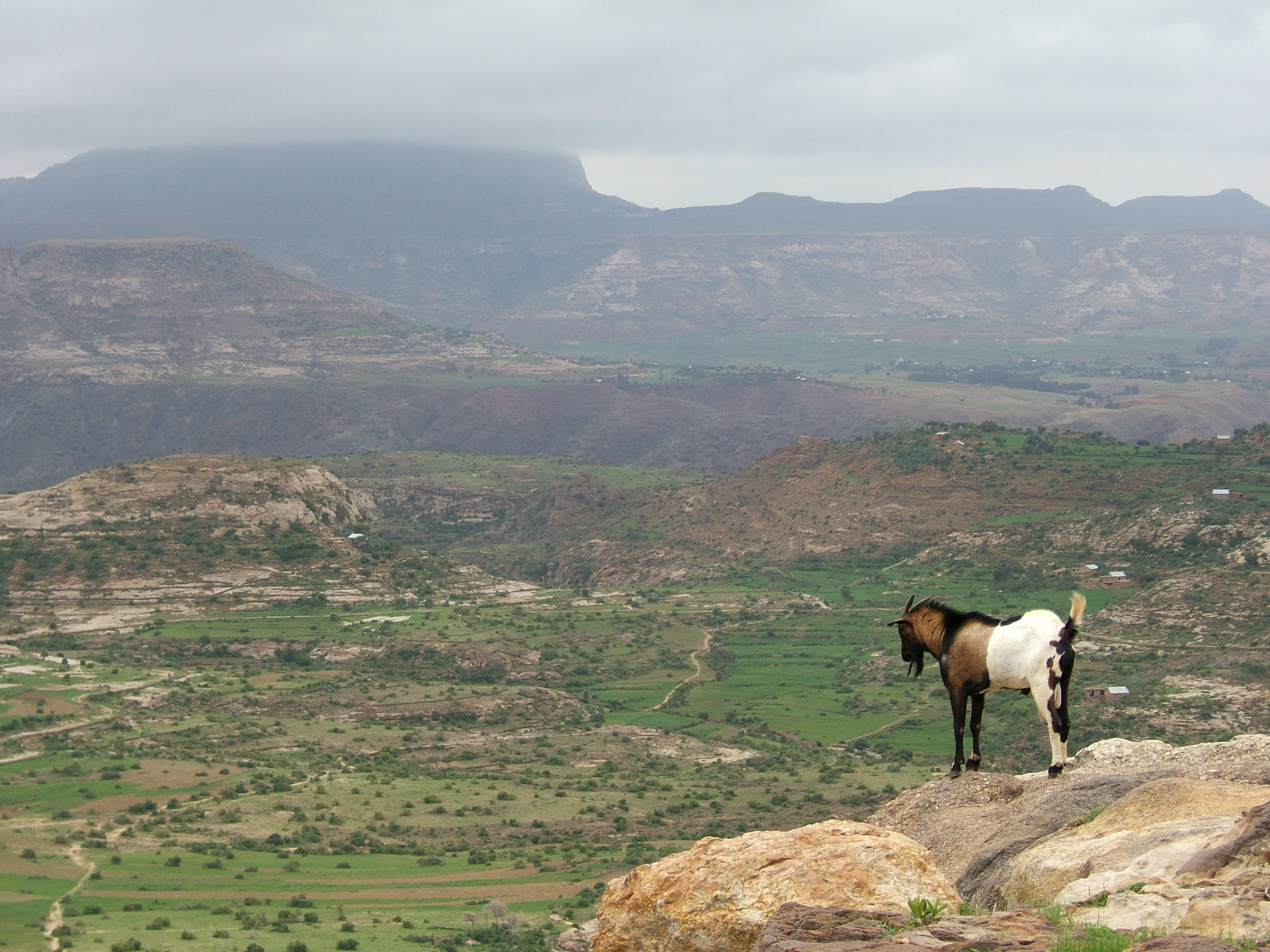
Las tierras altas de Etiopía con Ras Dejen al fondo

Las Tierras Altas de Etiopía comparten una flora y una fauna similares a las de otras regiones montañosas de África; esta flora y fauna distintiva se conoce como afromontana pero desde la época de la última edad de hielo se ha poblado con algo de flora euroasiática (paleártico). Los hábitats son algo diferentes a ambos lados del Gran Valle del Rift que divide las tierras altas.
En las elevaciones más bajas, las tierras altas están rodeadas de sabanas y praderas tropicales, incluyendo la sabana de acacias sahelianas al noroeste y la sabana de Sudán Oriental al oeste. 

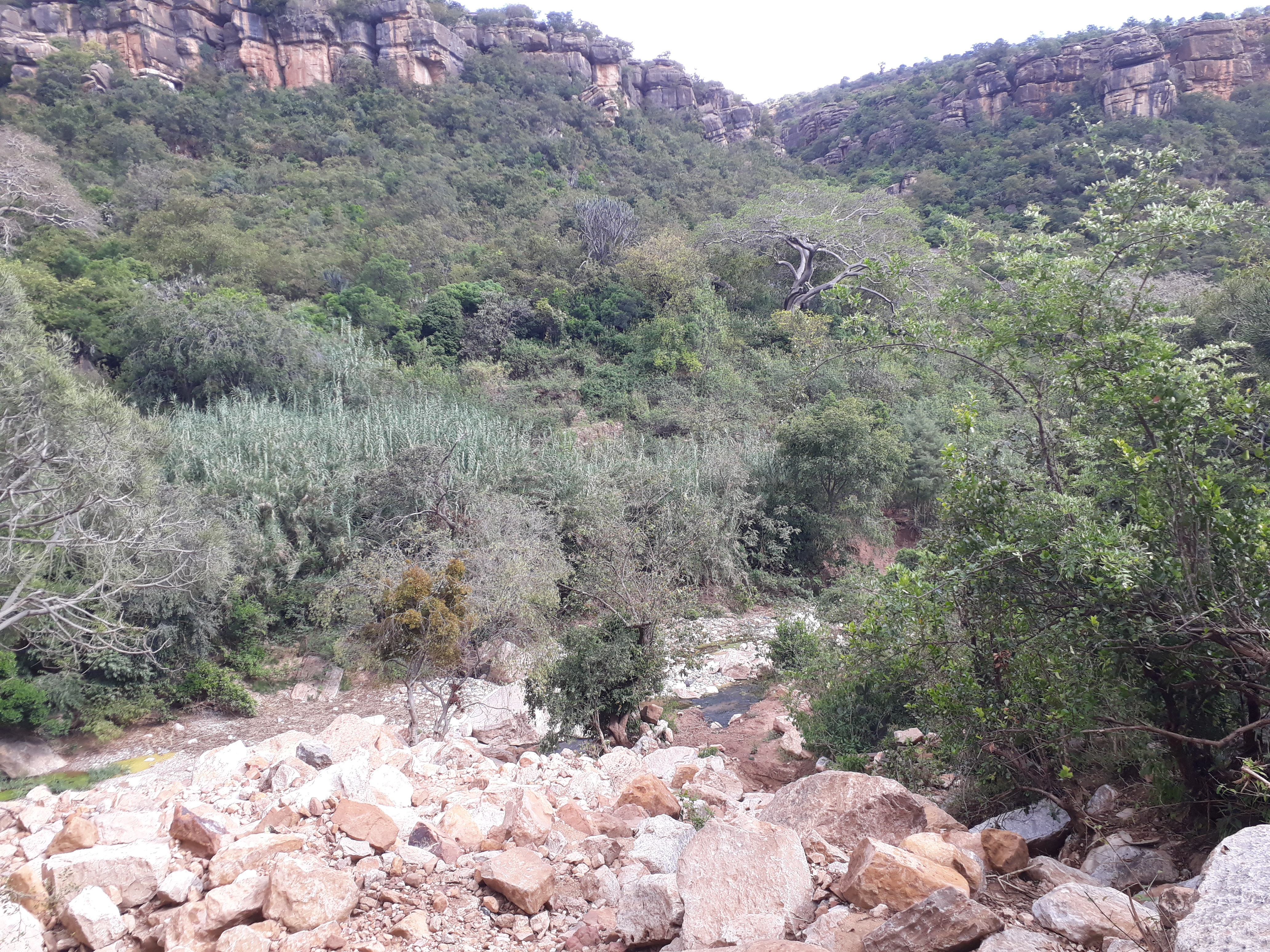
Bosque Gestet.

Las tierras altas se dividen en tres ecorregiones distintas, que se distinguen por su altitud. Los bosques montanos etíopes se sitúan entre los 1.100 y los 1.800 metros de altitud, por encima de las praderas y sabanas de las tierras bajas, y se extienden hasta zonas de hábitat similar en Eritrea, Sudán y Yibuti. Este cinturón de bosques tiene varias comunidades de plantas naturales, pero en su mayor parte ha sido muy pastoreado y convertido a uso agrícola en la actualidad. El "Kolla" es un bosque abierto que se encuentra en las zonas más bajas y en el que predominan las especies de Terminalia, Commiphora, Boswellia y Acacia. El Weyna dega es un bosque que se encuentra en lugares más húmedos y altos, dominado por las coníferas Afrocarpus gracilior y Juniperus procera. La parte baja del Bosque de Harenna es una comunidad boscosa distinta, con un dosel abierto de Warburgia ugandensis, Croton macrostachyus, y Syzygium guineense, y Afrocarpus gracilior, con café silvestre (Coffea arabica) como arbusto dominante del sotobosque. Los vientos del suroeste traen las precipitaciones de mayo a octubre y la humedad del Mar Rojo llega desde el este durante todo el año.
La fauna a estas alturas incluye el endémico espolón de Harwood (Pternistis harwoodi), el turaco de Ruspoli (Tauraco ruspolii) y el semillero de garganta amarilla (Serinus flavigula)
Las praderas y bosques montanos de Etiopía constituyen la mayor de las ecorregiones de las tierras altas, y ocupa el área comprendida entre los 1.800 y los 3.000 metros de altitud. La vegetación natural era un bosque de dosel cerrado en las zonas más húmedas, y pastizales, matorrales y matorrales en las zonas más secas. Sin embargo, estas laderas tienen un buen suelo fértil y están muy pobladas, en gran parte por comunidades agrícolas, por lo que la mayor parte de la región se ha convertido en agricultura y quedan unas pocas zonas de vegetación natural. Las zonas urbanas de esta ecorregión incluyen: La capital de Etiopía y la cuarta ciudad más grande de África Addis Abeba, la capital de la Región de Amhara Bahir Dar con sus monasterios insulares en el lago Tana, la antigua ciudad amurallada de Harar, la ciudad balneario de Ambo, Asella en la Zona de Arsi, el centro de senderismo de Dodola, la ciudad lacustre Bishoftu, la mayor ciudad del suroeste de Jimma, la ciudad mercado de Nekemte, y la capital de la Región de Tigray, Mek'ele. El parque Nacional de Awash es un lugar de observación de aves.
Los bosques que quedan en las zonas más secas contienen mucha flora endémica y están formados principalmente por las coníferas Afrocarpus falcatus y Juniperus procera, a menudo con la frondosa Hagenia abyssinica. En el Bosque de Harenna, los focos de bosque húmedo de dosel cerrado con Pouteria y Olea están cubiertos de lianas y epífitas, mientras que por encima de los 2400 metros una zona arbustiva alberga Hagenia, Schefflera y lobelias gigantes (Lobelia gibberroa), especies que pueden encontrarse en las montañas de África Oriental más al sur. El bosque latifoliado perenne de los montes Semien, entre 2.300 y 2.700 metros de altitud, está dominado por el Syzygium guineense, el Juniperus procera y la Olea africana.
Al estar las laderas más bajas de las montañas tan pobladas, incluso los páramos de altura se ven afectados por la interferencia humana, como el pastoreo del ganado e incluso la agricultura. Existen dos áreas protegidas de páramos de altura: El Parque nacional de las Montañas Bale, en las tierras altas del sur, accesible desde Dinsho; y el Parque nacional de Simien, accesible desde Gondar, que incluye Ras Dashen. Sin embargo, incluso estos parques están perdiendo hábitat a causa del pastoreo del ganado, mientras que los parques de menor altitud (Santuario de vida silverstre Harar, Parque nacional de Awash, Parque nacional de Omo y Parque nacional de Nechisar) son aún menos seguros.
Por encima de los 3.000 metros de altitud se encuentran los páramos montanos etíopes, la mayor región afroalpina de África. Los páramos montanos se sitúan por encima de la línea de árboles y consisten en pastizales y páramos con abundantes hierbas y algunos arbustos que se han adaptado a las condiciones de la alta montaña.

## Fauna
Estas laderas albergan una serie de especies silvestres endémicas, como el íbice walia (Capra walie), en peligro de extinción, y el babuino gelada, cuyo grueso pelaje le permite prosperar en los climas más fríos de las montañas. Estas dos especies sólo se encuentran en la vertiente norte del valle, mientras que otro endémico poco frecuente, el niala montano (Tragelaphus buxtoni) está restringido a la vertiente sur, y ahora sobrevive a altitudes superiores a las de su hábitat original, ya que las laderas inferiores están muy explotadas. Otros mamíferos más extendidos que se encuentran aquí son la guereza abisinio (Colobus guereza), que también está amenazada al desaparecer su hábitat, al igual que el de muchos otros mamíferos de las tierras altas, como el papión oliva (Papio anubis), el chacal dorado (Canis aureus) leopardo (Panthera pardus), león (Panthera leo), hiena manchada (Crocuta crocuta), caracal (Caracal caracal), serval (Leptailurus serval), duiker común (Sylvicapra grimmia), y hilóquero  (Hylochoerus meinertzhageni). Entre las aves, cabe destacar el chat de Rueppell, el pinzón serín de Ankober (Serinus ankoberensis), la cola de chorlito de alas blancas (Sarothrura ayresi) y el ganso de alas azules. Las tierras de cultivo albergan numerosas mariposas, especialmente Papilio, Charaxinae, Pieridae y Lycaenidae.
Hay varias especies animales endémicas, una de las cuales, el lobo etíope (Canis simensis), está en peligro crítico. Otras especies endémicas son la rata topo (Tachyoryctes macrocephalus), que es común en la meseta de Sanetti, en las montañas de Bale. El nyala de montaña se encuentra en los páramos altos, aunque es más común en las elevaciones más bajas. Entre las aves que hibernan se encuentran la paloma bravía (Anas penelope), el pato cuchara (Anas clypeata), el rufián (Philomachus pugnax) y el archibebe (Tringa nebularia).
La fauna de la zona incluye también el oso hormiguero, el águila, el lobo egipcio, la gelada, el pájaro secretario, el íbice de Nubia y la cigüeña de marabú, así como especies endémicas etíopes como la  musaraña (Crocidura harenna) la rata de los matorrales etíopes (Grammomys minnae) y el bushbuck de Menelik (Tragelaphus scriptus meneliki), una subespecie de pelaje largo y oscuro.